# Ethel Bellamy
Ethel Frances Butwell Bellamy (17 novembre 1881 - 7 décembre 1960) est une informaticienne astronomique et sismologue britannique. Elle aide à cataloguer la position de plus d'un million d'étoiles.

## Biographie
Bellamy est née à Oxford le 17 novembre 1881 de Montague Edward James Butwell Bellamy (1850–1908) et Mary Bellamy (née Castell). Son oncle Frank Arthur Bellamy (en) est le doyen des deux assistants à l'Observatoire Radcliffe de l'Université d'Oxford ; en 1899, à 17 ans, Ethel commence à travailler pour lui, à temps partiel depuis son domicile, en tant qu'assistante. Elle effectue des calculs pour les contributions d'Oxford aux projets Carte du Ciel et Catalogue astrographique, sous la direction du professeur savilien d'astronomie, Herbert Hall Turner,. En 1912, Turner la nomme deuxième assistante à l'observatoire, un poste permanent à plein temps, pour 50 £ par an,. Le travail qu'elle prend a auparavant été occupé par un autre de ses oncles, Frederick Bellamy, décédé à un âge précoce avant sa naissance.
Après l'achèvement du rôle d'Oxford dans le catalogue astrographique, Turner décide d'aider l'Observatoire du Vatican, qui a des difficultés avec ses calculs. De 1911 à 1928, Bellamy effectue les réductions sur les mesures et prépare les résultats pour publication ; l'analyse de la zone de la Carte du ciel attribuée au Vatican est "entièrement entre [ses] mains". En reconnaissance de son travail, le Vatican lui décerne une médaille d'argent en 1928; cependant, son travail sur la question n'est pas rémunéré. En 1928, elle et son oncle ont catalogué la position de plus d'un million d'étoiles.
En 1918, Bellamy devient l'assistante sismologique de l'observatoire. Elle exploite des sismographes, gère la correspondance avec jusqu'à six cents stations sismographiques et rassemble les données à analyser. Après que Turner, ou, à partir de 1923, un nouvel assistant appelé Joseph Hughes, aient calculé les épicentres des tremblements de terre, elle prépare les résultats pour publication dans l'International Seismological Summary (ISS). De plus, elle calcule elle-même les épicentres de six tremblements de terre pendant la Seconde Guerre mondiale alors que Hughes sert dans les forces armées. À ce poste, elle travaille dans une hutte non chauffée jusqu'en 1927, ce qui lui cause des malaises en plus de sa santé généralement précaire. En 1930, l'année de la mort de Turner, elle devient rédactrice en chef de l'ISS ; à sa mémoire, elle produit volontairement un index des épicentres pour 1925-1935 et une carte du monde indiquant leurs emplacements. Entre 1913 et 1939, elle publie neuf articles, dont deux avec son oncle. Son oncle est décédé en 1936 et malgré leur longue association, il laisse une précieuse collection à l'Université de Cambridge et, étonnamment, il ne lui laisse aucun argent. L'Université de Cambridge refuse le legs de son oncle afin qu'il puisse être vendu et aider financièrement Ethel.
En 1939, elle publie un article dans Nature en 1939 qui se concentre sur la répartition géographique des épicentres des tremblements de terre enregistrés par le Comité sismologique de l'Association britannique de 1913 à 1932.
Elle vit avec son oncle Frank Bellamy, et le 2 Winchester Road, Oxford, la maison où elle vit avec lui de 1930 à 1949, a une plaque bleue à leur mémoire.
Elle est membre de la British Association et est élue membre de la Royal Astronomical Society le 12 mars 1926. De plus, Oxford lui décerne une maîtrise honorifique en arts. En juillet 1947, elle prend sa retraite et déménage à Upwey, Dorset. Elle est décédée à Weymouth le 7 décembre 1960,.